# Загацкий, Сергей Рудольфович
Серге́й Рудо́льфович Зага́цкий (р. 6 апреля 1971) — советский пловец, российский тренер по плаванию. Член сборной СССР по плаванию; специализировался в плавании на спине. Тренер детско-юношеской спортивной школы «Квант», затем — Обнинской детско-юношеской спортивной школы. С марта 2023 года президент Калужской региональной общественной организации «Федерация плавания Калужской области».

## Биография
Член сборной СССР по плаванию; специализировался в плавании на спине.
С 2012 года, после открытия дворца спорта «Олимп», — тренер Обнинской детско-юношеской спортивной школы.

## Известные ученики
- Сергей Фесиков (р. 1989). Тренировал Фесикова в разные периоды единолично[2] и в паре с Алексеем Бачиным[3].
- Михаил Вековищев (р. 1998) — двукратный чемпион мира (2016), Серебряный призер олимпийских игр в Токио (2021).

## Награды
- Медаль ордена «За заслуги перед Отечеством» I степени (01 июля 2022 года) — За обеспечение успешной подготовки спортсменов, добившихся высоких спортивных достижений на Играх XXXII Олимпиады и XVI Паралимпийских летних играх 2020 года в городе Токио (Япония)